# Rail Cargo Austria
Rail Cargo Austria este o companie de transport feroviar de marfă din Austria.
Este divizia de transport de marfă a companiei austriece ÖBB.
În anul 2008, grupul ÖBB a realizat o cifră de afaceri de 5,5 miliarde de euro, iar Rail Cargo Austria a raportat un rulaj de 2,5 miliarde euro.
În ianuarie 2008, Rail Cargo Austria, împreună cu GySEV, a cumpărat de la guvernul ungar compania de transport feroviar de marfă MÁV Cargo, pentru suma de 685,6 milioane euro.